# Halmstads BK
Halmstads BK, HBK, Bollklubben eller bara Klubben är en fotbollsförening i Halmstad. Föreningen bedriver verksamhet för både herrar och damer. HBK bildades den 7 februari 1914 och beviljades inträde i Riksidrottsförbundet 6 mars samma år, vilket senare datum räknas som HBK:s födelsedag. Debuten i allsvenskan skedde den 30 juli 1933 på Örjans vall i en match mot AIK, som slutade 2–2 inför 10 411 åskådare.
Den första allsvenska derbymatchen för Bollklubben spelades mot IS Halmia, som hade gått upp i allsvenskan året innan, 1932. Matchen slutade 0–0.
Halmstads BK är den ledande fotbollsklubben i Halland och har vunnit SM-guld fyra gånger (1976, 1979, 1997 och 2000), Svenska cupen 1995, samt 29 segrar i de halländska distriktsmästerskapen.

## Historia

### Grundande och tidiga år

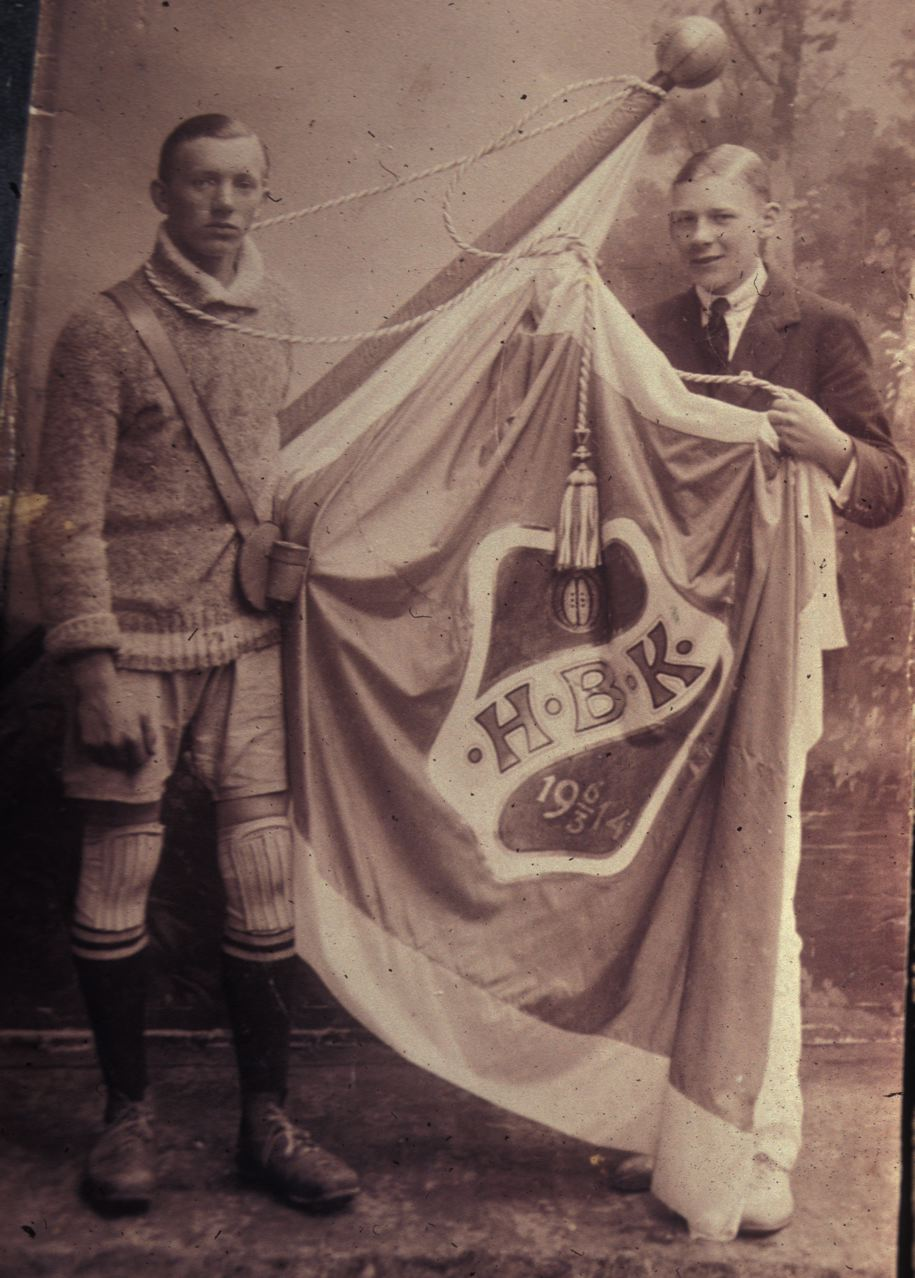
Charles Teodor Hansson i en av de första uniformerna.

Laget bildades av en grupp spelare som kände sig styvmoderligt behandlade av IFK . Styrelsen för det nya laget samlades på hotell Lugnet, och fattade beslut om att söka inträde i riksförbundet. Förutom fotboll spelade klubben även bandy under de tidiga åren. Den 6 mars 1914 kom meddelande att laget vunnit inträde, och denna dag räknar klubben som sin födelsedag. Samma år spelade HBK sin första säsong, då i Pokalserien, en lokal turnering där de mötte lag såsom IS Halmia och IFK Halmstad; HBK kom sist i tabellen med två poäng. Det året blev friidrott en del av föreningen. 1917 lyckades laget besegra Halmstadskamraterna två gånger och hamnade på andra plats, tätt efter IS Halmia. 1919 vann laget för första gången över IS Halmia, och Halmstads BK:s spelare Gustav "Pytt" Söderholm blev då den som gjorde flest mål under hela säsongen. Samma år blev simning en del av föreningen.
1920 vann klubben sin allra första distriktsmästerskaps-titel genom att besegra Falkenbergs IF med 4–0 i finalen. Samma år blev boxning introducerat och en del av föreningen. 1921 vann klubben återigen mästerskapet, denna gång genom att besegra IS Halmia. 
Samma år vann de även Hallandspostens pokal, efter att besegrat Halmstads IF med 5–0. En kvinnosektion blev tillagd till friidrotts-delen av klubben.
Halmstads BK vann Bernhard Aronssons vandringspris efter att besegrat IS Halmia 1922; klubben vann även en rad andra turneringar i Jönköping, Malmö och Ängelholm, dock vann Varberg distriktsmästerskapet det året. Genom att vinna Hallandsserien lyckades klubben nå Sydsvenskan 1923, vilket ledde till en tredjeplats 1924, tätt efter Varbergs GIF och Malmö FF.
Ett internationellt samarbete gjorde det möjligt för Halmstads BK att möta laget FC Rudolfshügel från Österrike och det Danska laget B 03.
1925 vann klubben återigen distriktsmästerskapet och kom på andra plats i Sydsvenskan. Halmstads BK lyckades vinna Sydsvenskan 1926 och fick kvalificera sig i ett antal matcher mot IF Elfsborg för att nå Allsvenskan, men IF Elfsborg gick som segrare och vann med 2–1 efter tre matcher. Klubben kom endast på tredjeplats 1927, och en stor mängd skador resulterade i att klubben fick använda sig av 32 olika spelare den säsongen. 1928 gick Halmstads BK med i den nystartade serien Division 2 Söder; klubben anställde då också en amatörtränare vid namn Henning Helgesson. Örjans Vall kom endast på en andraplats i röstningen om Sveriges bästa fotbollsarenor, detta på grund av bristen på varma duschar. 1929 firade Halmstads BK 15-årsjubileum med att spela matcher mot SpVgg Sülz från Tyskland; 1600 personer beskådade matchen i ösande regn och SpVgg Sülz vann med 5–2. 

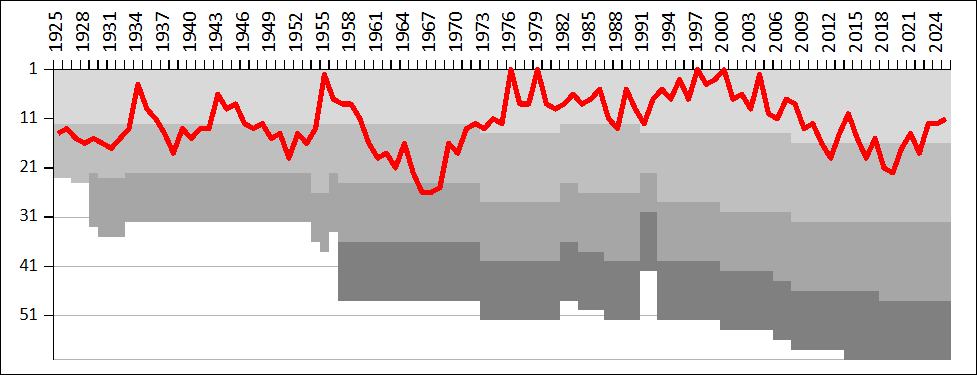
En tidslinje över Halmstads BK genom åren. De olika nyanserna av grått representerar ligans divisioner.

### Division II och uppåt
Halmstads BK startade nästa årtionde med att hamna på 4:e plats i Division II södra.
Säsongen 1931, som blev försenad på grund av tung snö, hamnade klubben på fjärde plats ännu en gång. IS Halmia vann ligan 1932 och med hjälp av den lokala tidningen, Hallandsposten, startade de en kampanj där de försökte få de bättre spelarna i Halmstads BK att istället gå med i IS Halmia. Kampanjen blev ett misslyckande och Halmstads BK besegrade samma år IS Halmia i en välgörenhetsmatch för stadens arbetslösa.
Simmarna lämnade Halmstads BK och grundade istället SK Laxen.
Under tiden då laget var lett av Gunnar Olsson lyckades klubben ta sig till högstadivisionen. 1933 spelade de för första gången i klubbens historia i Fotbollsallsvenskan. Helt oväntat slutade debutsäsongen på en fjärde plats i tabellen, och de vann därmed brons.
Året efter lyckades klubben inte uppnå samma resultat som året innan, och slutade på en nionde plats. Detta år blev även handboll en del av klubben.
Halmstads BK lämnade 1936 den högsta ligan, efter att slutat säsongen näst sist. De hade haft chansen att stanna kvar i den högsta ligan om de hade vunnit den sista matchen mot IK Sleipner, men de förlorade med 2-4.
Den tidigare professionella fotbollsspelaren ifrån England, Harry Bruce, blev den allra första icke-svenske lagledaren. 1938 var ett mellanår för klubben, då de slutade säsongen på en sjätte plats. Det engelska fotbollslaget Sheffield United spelade en vänskapsmatch mot Halmstads BK, som det förstnämnde laget gick segrande ur med 5-2. 1939 firade klubben 25-årsjubileum och vann Division 2, men IFK Göteborg visade sig vara det starkaste laget i kvalificeringsmatchen som de vann med 1-5.

### Stora Silvret och nedflyttning
HBK var en jojoklubb och gick upp i och ner från Allsvenskan ofta. Som nykomling säsongen 1954/55 slutade man tvåa, efter Djurgårdens IF och tog det stora silvret. HBK spelade i Allsvenskan decenniet ut och flyttades ner till division 2 inför säsongen 1960. Många hoppades att HBK snabbt skulle ta sig tillbaka till finrummet. Denna väntan skulle dock bli lång. 1964 vann man serien men lyckades inte i det efterkommande kvalet till Allsvenskan. Året efter var mörkret än större och man spelade för första gången, sedan nationella seriespelet infördes, i tredjedivisionen. Där skulle man förbli i tre säsonger. Med två raka andraplatser vann man 1968 Division 3 Sydvästra Götaland och var åter tillbaka i rikets andra division. 1969 slutade man på en fjärdeplats, sex poäng efter vinnande Hälsingborgs IF. 1971 vann man serien och kom tvåa i kvalspelet. Detta innebar att HBK efter 13 år åter kunde kalla sig allsvenskar. Sejouren blev ettårig i Allsvenskan, så också den efterkommande säsongen i division 2. 1974 var man åter upp i finrummet och skulle där stanna i 14 säsonger.

### De första guldåren
Efter att 1975 varit ytterst nära att åka ur vann klubben, under nye tränaren Roy Hodgson, som Stig Nilsson hade värvat till klubben, 1976 helt otippat sitt första SM-guld. En av de bästa spelarna i laget var den före detta landslagsspelaren Hans Selander som man värvade från Sirius. Rutger Backe gjorde 21 mål och vann skytteligan. 1977 följde spel i Europacupen för mästarlag där man åkte ut mot FC Dynamo Dresden.
1979 tog HBK sitt andra SM-guld genom att ta 36 poäng och de vann allsvenskan med en poäng. I laget spelade bland andra Rutger Backe, Hans Selander, Olle Sjödahl och Mats Jingblad. I Europacupen åkte man ut direkt mot danska Esbjerg fB.

### 1980-talet
Efter ett antal mittenplaceringar åkte Halmstad 1987 ur allsvenskan. Med Stuart Baxter som ny tränare tog man sig dock via serievinst omgående tillbaka till allsvenskan året därpå.

### 1990-talet
1991 åkte HBK via spel i kvalsvenskan ur allsvenskan igen. Stuart Baxter flyttade till Japan och ersattes av Mats Jingblad.
Halmstad återkom till allsvenskan 1993, efter spel i diverse högre serier i det virrvarr som seriesystemet var under dessa år. Denna gången kom man för att stanna. Henrik Bertilsson vann skytteligan. Halmstads-spelaren Niclas Alexandersson debuterade i landslaget. 1995 vann HBK Svenska Cupen efter final mot AIK. I Cupvinnarcupen 1995/1996 åkte man ut mot Parma AC trots att man vann den första matchen med 3-0.
Framgångarna skulle fortsätta att komma med tränaren Tom Prahl, som tillträdde 1996. Prahl tog HBK 1997 till SM-guld för tredje gången och bröt därmed IFK Göteborgs dominans i allsvenskan. Mats Lilienberg vann även skytteligan med 14 mål. En annan stor profil i laget var Fredrik Ljungberg som 1998 debuterade i landslaget innan han lämnade HBK för spel i den engelska storklubben Arsenal FC.
1998 kvalade man till UEFA Champions League men åkte ut mot PFC Litex Lovech redan i första kvalomgången. 1997 spelade man final i UEFA Intertoto Cup mot SC Bastia, förlust med 2-1 totalt. Bastia vann med 1-0 på Örjans Vall i första final matchen medan HBK lyckades vinna med 1-0 nere på Korsika. Detta innebar att det blev förlängning där Bastia gjorde mål och på så sätt avgjorde finalmötet.
1993-1999

#### Tabellplaceringar
| Allsvensk placering under 1993-1999 | Allsvensk placering under 1993-1999 | Allsvensk placering under 1993-1999 | Allsvensk placering under 1993-1999 | Allsvensk placering under 1993-1999 | Allsvensk placering under 1993-1999 | Allsvensk placering under 1993-1999 | Allsvensk placering under 1993-1999 |
| Plats                               | 1993                                | 1994                                | 1995                                | 1996                                | 1997                                | 1998                                | 1999                                |
| ----------------------------------- | ----------------------------------- | ----------------------------------- | ----------------------------------- | ----------------------------------- | ----------------------------------- | ----------------------------------- | ----------------------------------- |
| 1                                   |                                     |                                     |                                     |                                     |                                     |                                     |                                     |
| 2                                   |                                     |                                     |                                     |                                     |                                     |                                     |                                     |
| 3                                   |                                     |                                     |                                     |                                     |                                     |                                     |                                     |
| 4                                   |                                     |                                     |                                     |                                     |                                     |                                     |                                     |
| 5                                   |                                     |                                     |                                     |                                     |                                     |                                     |                                     |
| 6                                   |                                     |                                     |                                     |                                     |                                     |                                     |                                     |
| 7                                   |                                     |                                     |                                     |                                     |                                     |                                     |                                     |
| 8                                   |                                     |                                     |                                     |                                     |                                     |                                     |                                     |
| 9                                   |                                     |                                     |                                     |                                     |                                     |                                     |                                     |
| 10                                  |                                     |                                     |                                     |                                     |                                     |                                     |                                     |
| 11                                  |                                     |                                     |                                     |                                     |                                     |                                     |                                     |
| 12                                  |                                     |                                     |                                     |                                     |                                     |                                     |                                     |
| 13                                  |                                     |                                     |                                     |                                     |                                     |                                     |                                     |
| 14                                  |                                     |                                     |                                     |                                     |                                     |                                     |                                     |

### 2000-talet
2000 blev man för fjärde gången svenska mästare, med spelare som Håkan Svensson, Petter Hansson och Stefan Selakovic i laget. Halmstad lyckades dock inte heller den här gången kvalificera sig för UEFA Champions League då man åkte ut mot belgiska Anderlecht i tredje kvalomgången. I UEFA-cupen vann man över bland annat Benfica innan man åkte ut mot TSV 1860 München. Efter klubbens fjärde SM-guld lämnade den legendariska ledaren Stig Nilsson klubben efter att ha drabbats av en stroke på guldfesten. Bengt Sjöholm, tidigare spelare i klubben, tog över som ordförande.
Tom Prahl lämnade HBK efter en 7:e plats säsongen 2001. Jonas Thern tillträdde som huvudtränare. Efter en mycket svag inledning på säsongen 2002 tog klubben under sommaren in spelare som Pascal Simpson, Magnus Svensson och Tomas Žvirgždauskas. Man räddade kontraktet och slutade på en 6:e plats.
Jonas Thern hoppade av redan efter två år och istället tog Janne Andersson, som tidigare varit assisterande tränare i klubben, över. Klubben blev 2:a i allsvenskan efter att ha lett inför den sista omgången. Guldet gick förlorat då Halmstad spelade 1-1 hemma mot IFK Göteborg samtidigt som Malmö FF vann sin match mot IF Elfsborg. Markus Rosenberg, inlånad från Malmö FF, vann allsvenska skytteligan med 14 mål. Andra spelare som utmärkte sig är Sharbel Touma och Dusan Djuric som båda var viktiga spelare i mittfältet. I anfallet spelade Rosenberg tillsammans med Yaw Preko.
I allsvenskan 2005 hade laget svårt att göra samma insats som under 2004 och såg under en period ut att bli inblandat i bottenstriden. Efter en svag sommar fick man under hösten bättre fart på spelet och hamnade i mitten av tabellen. Halmstads värvning från Island, Gunnar Heidar Thorvaldsson, blir hela Allsvenskans skyttekung. HBK gjorde dock succé när man på hösten, som enda svenska lag, lyckades kvalificera sig till Uefacupens gruppspel. Laget slog ut UEFA-cupens fjolårsfinalister Sporting Lissabon. I gruppspelet fick Halmstad spela sina matcher i Göteborg och mötte på "hemmaplan" Hertha Berlin (0-1) och UC Sampdoria (1-3). Laget lyckades inte att knipa någon poäng då man inte heller på bortaplan lyckades ta poäng mot RC Lens (0-5) och Steaua Bukarest (0-3). Halmstads BK:s enda målskytt under gruppspelet blev Dusan Djuric.
2006 tog Arne Ekstrand över ordförandeposten efter Bengt Sjöholm, som hade svårt att kombinera sitt jobb som VD för Tylö Bastu med ordförandeskapet i klubben. En uttalad målsättning för den nya ordföranden är att lösa "Arenafrågan", för att långsiktigt säkerställa klubbens elitambitioner.
Halmstad öppnade inte Allsvenskan 2006 bra. Första målet gjordes så sent som i den 7:e omgången av Per "Texas" Johansson i en 1-0-seger över Örgryte. Halmstad låg i botten under hela säsongen och slutade på 11:e plats när säsongen var slut.
Det blev hemmavinst i premiären 2007 mot Helsingborgs IF och HBK fick självförtroende direkt. Under sommaren visade HBK upp bländande spel och slog bland annat regerande mästarna Elfsborg med klara 3-0. I juli skrev Emra Tahirovic på för franska Lille OSC medan HBK värvade Sebastian Johansson från Turkiet. HBK ledde serien vid fem tillfällen och så sent som efter omgång 18. Matchen därefter mot Göteborg blev avgörande. Förlust 1-3, två utvisade spelare och en korsbandsskada på Magnus Bahne. Med kort varsel värvades målvakten David Loriya från Kazakstan, men under hans sju allsvenska matcher vann inte HBK en enda och slutade till slut sjua. Sista matchen på Olympia vann Helsingborgs IF med hela 9-0.
Innan säsongen 2008 ens hade börjat försvann Dusan Djuric till FC Zürich. För att förstärka anfallet värvades brasilianaren Anselmo som blev en lyckad satsning. Hans 15 mål innebar en andra plats i skytteligan. Under sommaren försvann både Martin Fribrock och Peter Larsson till Danmark. Som ersättare kom Michael Görlitz från Tyskland. Samtidigt avgick ordföranden Arne Ekstrand efter en konflikt i styrelsen. Vice ordförande Birgitta Johansson tog över fram till årsmötet där Ingemar Broström valdes till ny ordförande.
Under sommaren 2009 tecknade Halmstads BK ett samarbetsavtal med den spanska klubben Espanyol. I december 2009 fick Janne Andersson lämna HBK, efter att klubben återigen varit inblandat i nedflyttningsstriden och slutat på en 13:e plats.

#### Tabellplaceringar
| Allsvensk placering under 2000-talet | Allsvensk placering under 2000-talet | Allsvensk placering under 2000-talet | Allsvensk placering under 2000-talet | Allsvensk placering under 2000-talet | Allsvensk placering under 2000-talet | Allsvensk placering under 2000-talet | Allsvensk placering under 2000-talet | Allsvensk placering under 2000-talet | Allsvensk placering under 2000-talet | Allsvensk placering under 2000-talet |
| Plats                                | 2000                                 | 2001                                 | 2002                                 | 2003                                 | 2004                                 | 2005                                 | 2006                                 | 2007                                 | 2008                                 | 2009                                 |
| ------------------------------------ | ------------------------------------ | ------------------------------------ | ------------------------------------ | ------------------------------------ | ------------------------------------ | ------------------------------------ | ------------------------------------ | ------------------------------------ | ------------------------------------ | ------------------------------------ |
| 1                                    |                                      |                                      |                                      |                                      |                                      |                                      |                                      |                                      |                                      |                                      |
| 2                                    |                                      |                                      |                                      |                                      |                                      |                                      |                                      |                                      |                                      |                                      |
| 3                                    |                                      |                                      |                                      |                                      |                                      |                                      |                                      |                                      |                                      |                                      |
| 4                                    |                                      |                                      |                                      |                                      |                                      |                                      |                                      |                                      |                                      |                                      |
| 5                                    |                                      |                                      |                                      |                                      |                                      |                                      |                                      |                                      |                                      |                                      |
| 6                                    |                                      |                                      |                                      |                                      |                                      |                                      |                                      |                                      |                                      |                                      |
| 7                                    |                                      |                                      |                                      |                                      |                                      |                                      |                                      |                                      |                                      |                                      |
| 8                                    |                                      |                                      |                                      |                                      |                                      |                                      |                                      |                                      |                                      |                                      |
| 9                                    |                                      |                                      |                                      |                                      |                                      |                                      |                                      |                                      |                                      |                                      |
| 10                                   |                                      |                                      |                                      |                                      |                                      |                                      |                                      |                                      |                                      |                                      |
| 11                                   |                                      |                                      |                                      |                                      |                                      |                                      |                                      |                                      |                                      |                                      |
| 12                                   |                                      |                                      |                                      |                                      |                                      |                                      |                                      |                                      |                                      |                                      |
| 13                                   |                                      |                                      |                                      |                                      |                                      |                                      |                                      |                                      |                                      |                                      |
| 14                                   |                                      |                                      |                                      |                                      |                                      |                                      |                                      |                                      |                                      |                                      |
| 15                                   |                                      |                                      |                                      |                                      |                                      |                                      |                                      |                                      |                                      |                                      |
| 16                                   |                                      |                                      |                                      |                                      |                                      |                                      |                                      |                                      |                                      |                                      |
| kval                                 |                                      |                                      |                                      |                                      |                                      |                                      |                                      |                                      |                                      |                                      |
| SE                                   |                                      |                                      |                                      |                                      |                                      |                                      |                                      |                                      |                                      |                                      |

### 2010-talet
2010 Återigen en tuff säsong för HBK som inför sista omgången hade säkrat kontraktet och slutade till slut på en tolfte plats. Allsvenskan startade rekordtidigt - 14 mars - när det fortfarande var kallt och fanns snö runt Örjans Vall och detta påverkade givetvis publiksiffrorna.
En svag mittenperiod av serien med bara två segrar på elva matcher gjorde att HBK var inblandat i en strid om kvalplatsen nedåt. Tränaren Lars Jacobsson använde inte mindre än 26 spelare, rekord för föreningen, och hade inte mindre än nio debutanter. Många av dessa var unga och inte mindre än sju 90-talister fick spela allsvensk fotboll för HBK. 17-årige Kristoffer Thydell fick debutera och var den fjärde yngsta spelaren genom tiderna i HBK.
Jonas Gudni Saevarsson var uttagen till Islands landslag medan Anel Raskaj och Kujtim Bala spelade inofficiella landskamper för Kosovo.
Efter säsongen valde HBK att anställa spanjoren Josep Clotet Ruiz som ny tränare.
2011 startades med att HBK utlyste ett extrainsatt årsmöte där hela styrelsen böts ut. Ingemar Broström avgick och ny ordförande blev Hallandspostens före detta VD Göran Johansson. HBK värvade inför säsongen inte mindre än fem spanske spelare, varav tre på lån från Real Madrid. Den 29 maj 2011, efter förlusten mot Malmö FF i Svenska cupen, bröt dock två av spanjorerna kontraktet med Halmstad, målvakten Nauzet Perez och mittfältaren Ivan Diaz.

 Efter att halva säsongen 2011 spelats och HBK isolerats i botten av den allsvenska tabellen med endast 7 poäng på 15 matcher, meddelade HBK:s styrelse den 5 juli 2011 att Josep Clotet Ruiz entledigats från rollen som huvudtränare. Ruiz ersattes av Jens Gustafsson, tidigare tränare för HBK:s u21-lag. Han fick börja med brakförlust, Tetteh Bangura gjorde 4 mål för sitt AIK vilket gav HBK en 0-4-förlust på Råsunda. Lördagen 24 september stod det klart att HBK skulle spela i Superettan 2012. Detta blev resultatet efter 0-1 hemma mot Syrianska FC. Det innebar att 19 raka säsonger i allsvenskan var över. Laget spelade endast ihop 14 poäng på 30 matcher och hade bland annat sju förlustmatcher i rad som sämst.
Säsongen 2012 gick i dur för Bollklubben då den avslutades med en kvalvinst över GIF Sundsvall, 6-4 totalt. Framträdande spelare under året var de två anfallarna Gudjon Baldvinsson och Mikael Boman, sammanlagt 29 mål i Superettan tillsammans med målvakten Karl-Johan Jonsson, som efter säsongen flyttade till NEC Nijmegen för att fortsätta sin fotbollskarriär.
Säsongen 2013 som nykomlingar i Allsvenskan visade sig inte bli alltför enkelt. Trots en smakstart med kryss i de två inledande matcherna mot Malmö och regerande mästarna Elfsborg låg man sist efter 12 spelade omgångar. När man den 29 september på hemmaplan förlorade mot Djurgården med 1-4 såg det minst sagt krisigt ut. Med bara tre omgångar kvar såg HBK ut att ramla ur allsvenskan då man inte hade det allsvenska kontraktet i egna händer. HBK:s slutspurt var dock stark. Hemma mot Mjällby AIF var man totalt överlägsna, men segermarginalen blev till sist bara ett straffmål signerat islänningen Kristinn Steindorsson. Sista matchen på Rambergsvallen mot Häcken vann man lite oväntat med 3-1. Detta gav HBK chansen att i sista hemmamatchen mot Brommapojkarna genom vinst säkra sig kvar i Allsvenskan, men kunde fortfarande ramla ur om Öster skulle vinna mot Djurgården samtidigt som HBK förlorade mot BP. HBK fick en rejäl kalldusch när Brommapojkarna nätade samtidigt som Öster tog ledningen i Växjö. Inte långt senare fick HBK straffspark dömt mot sig som HBK:s Stojan Lukic räddade, han var för övrigt en av de bästa spelarna under säsongen. Matchen slutade till sist 2-2 efter att HBK förgäves jagat segermålet. Kval väntade, vilket blev en repris mot ett revanschsuget Sundsvall. Sundsvall inledde starkt i båda mötena. På hemmaplan nätade man redan i andra minuten och på Örjans Vall gjorde man 0-1 redan i första kvarten. I andra halvlekarna var dock HBK starkast; på Norrporten arena var det Baldvinsson som med ett läckert mål fixade slutresultatet 1-1 och inför en lyrisk hemmapublik på Örjans Vall var det säsongens meste HBK-målskytt Mikael Boman, som på fyra magiska minuter sköt två mål och skaffade HBK en ledning, som höll matchen ut, och därmed höll kvar laget i Allsvenskan.
Säsongen 2014 innebar jubileum för Bollklubben. Det var 100 år sedan grundandet. Detta blev en säsong uppdelad i två. Efter vårsäsongen låg HBK på nedflyttningsplats men efter en svit över sex raka bortamatcher med vinst avslutades säsongen på en hedrande 10:e plats. HBK:s bästa placering sedan 2008.
Inför säsongen 2015 lämnade flera tongivande spelare. Detta medförde att laget tappade i slagkraft och slutade efter spelad säsong på en femtondeplats. En treårig sejour var över. 2015 spelades utan att en enda match på bortaplan i Allsvenskan slutade med seger.
Väl åter i Superettan, för andra gången på 4 år, så slutade det med en kvalplats. Denna gången mot Helsingborgs IF. Första matchen spelades på Örjans Vall och slutade 1-1. Returen på Olympia blev en nervpärs för de inblandade. I den 81:a minuten tog HIF ledningen genom mål av Jordan Larsson. Detta resultat innebar att HIF fortsatt skulle kunna kalla sig en allsvensk förening. I den 86:e minuten tilldelades HBK en straff efter att Andreas Bengtsson blivit fälld av Bradley Ralani. Marcus Mathisen förvaltade straffen och ställningen var 1-1. Tre minuter senare fick samma spelare bollen utanför straffområdet. Han vände bort sin försvarare och sköt in bollen bakom HIF:s målvakt Matthew Pyzdrowski. HBK vann med 2-1 och hade för femte gången i rad klarat av att vinna avancemang till landets högsta serie efter att åkt ur densamma säsongen innan.

#### Tabellplaceringar
| 1    |  |  |          |          |  |  |         |  |   |   |
| 2    |  |  |          |          |  |  |         |  |   |   |
| 3    |  |  |          |          |  |  |         |  |   |   |
| 4    |  |  |          |          |  |  |         |  |   |   |
| 5    |  |  |          |          |  |  |         |  |   |   |
| 6    |  |  |          |          |  |  |         |  |   |   |
| 7    |  |  |          |          |  |  |         |  |   |   |
| 8    |  |  |          |          |  |  |         |  |   |   |
| 9    |  |  |          |          |  |  |         |  |   |   |
| 10   |  |  |          |          |  |  |         |  |   |   |
| 11   |  |  |          |          |  |  |         |  |   |   |
| 12   |  |  |          |          |  |  |         |  |   |   |
| 13   |  |  |          |          |  |  |         |  |   |   |
| 14   |  |  |          |          |  |  |         |  |   |   |
| 15   |  |  |          |          |  |  |         |  |   |   |
| 16   |  |  |          |          |  |  |         |  |   |   |
| kval |  |  | GIFS 6-4 | GIFS 3-2 |  |  | HIF 3-2 |  |   |   |
| SE   |  |  | 3        |          |  |  | 3       |  | 5 | 6 |

HBK:s samtliga säsonger från 1921-22 och framåt.

## Klubbåren i korthet[8]
- 1914 – Klubben bildas 7 februari och beviljas 6 mars inträde i Riksidrottsförbundet.
- 1920 – HBK tar sin första titel när man vinner distriktsmästerskapen efter final mot Falkenbergs IF med 4–0.
- 1926 – Kvalar för första gången till Fotbollsallsvenskan.
- 1933 – Spelar för första gången i Fotbollsallsvenskan säsongen 1933–1934. Sensationell debut med fjärdeplats och därmed bronsmedalj.
- 1936 – Åker ur allsvenskan.
- 1942 – Åter i allsvenskan.
- 1946 – Åker ur allsvenskan.
- 1947 – Ettårigt besök i allsvenskan, säsongen 1947–1948.
- 1954 – Åter i allsvenskan där man nu gör succé och tar stora silvret. Under denna allsvenska sejour är lagets särklassiga stjärna Sylve Bengtsson, en spelare vilken av många bedöms som klubbens genom tiderna främste.
- 1959 – Åker ur allsvenskan.
- 1965 – Åker ur Division II i fotboll.
- 1969 – Är tillbaka i division II.
- 1972 – Gör en ettårig sejour i allsvenskan, där man enbart lyckas göra 14 mål.
- 1974 – Tillbaka i allsvenskan för den dittills längsta sejouren i klubbens historia.
- 1976 – Som favoriter till nedflyttning från Allsvenskan tar Klubben sitt första SM-tecken.
- 1979 – Klubben tar sitt andra SM-tecken.
- 1987 – Åker ur allsvenskan efter en sejour på 14 år.
- 1989 – Tillbaka i allsvenskan för en treårig sejour.
- 1991 – Åker ur allsvenskan efter att ha misslyckats i Kvalsvenskan.
- 1992 – Vinner Vårettan och även Kvalsvenskan.
- 1993 – Tillbaka i allsvenskan.
- 1995 – Vinner sitt hittills enda guld i Svenska Cupen
- 1997 – Tredje SM-guldet och final i Intertotocupen.
- 2000 – Fjärde SM-guldet.
- 2004 – Stort Silver.
- 2005 – Kvalificerar sig för gruppspelet i UEFA-cupen som första svenska lag.
- 2011 – Spelar sin 50:e allsvenska säsong och åker ur densamma.
- 2012 – Tar sig åter upp i Allsvenskan efter totalt 6–4 mot GIF Sundsvall i det allsvenska kvalet.
- 2014 – Jubileumsåret firas med en tiondeplats i Allsvenskan.
- 2015 – En treårig sejour i Allsvenskan är över då Halmstads BK degraderas.
- 2016 – Halmstads BK tar sig åter till Allsvenskan genom att besegra Helsingborgs IF med sammanlagt 3–2 i kvalmatcherna.
- 2017 – Den allsvenska sejouren stannar vid en säsong då det med två matcher kvar blev klart med degradering.
- 2020 – Superettan vinns med näst bästa poängskörd, 68 poäng och bästa bortaresultat, 34 poäng. Malkolm Nilssonhåller 19 nollor, bäst någonsin i Superettan. Endast 18 insläppta mål i serien.
- 2021 – Åker ur Allsvenskan efter förlust i kvalet mot Helsingborgs IF.
- 2022 – Tar sig åter igen upp till Allsvenskan efter att ha hamnat på andraplats i Superettan.

## Framgångar och titlar

### Inhemska framgångar
- SM-medaljer (10)
  - Guld (4): 1976, 1979, 1997, 2000
  - Stort Silver (2): 1954/55, 2004
  - Litet Silver (2): 1995, 1999
  - Brons (2): 1933/34, 1998

#### Liga
- Allsvenskan (Nivå 1):
  - Vinnare (4): 1976, 1979, 1997, 2000
  - Tvåa (2): 1954/55, 2004

- Superettan (Nivå 2):
  - Vinnare (1): 2020
  - Tvåa (1): 2022

- Division 1 Södra (Nivå 2):
  - Vinnare (2): 1988, 1992

- Division 2 (Nivå 2):[A]
  - Vinnare (10): 1925/26, 1932/33, 1938/39, 1940/41, 1941/42, 1946/47, 1953/54, 1964, 1971, 1973
  - Tvåa (4): 1924/25, 1936/37, 1949/50, 1951/52

- Division 3 Sydvästra Götaland (Nivå 3):
  - Vinnare (1): 1968
  - Tvåa (2): 1966, 1967

- Hallandsserien (Nivå 3)
  - Vinnare (2): 1921/22, 1922/23

#### Cuper
- Svenska Cupen:
  - Vinnare (1): 1994/95
- Distriktsmästerskap
  - Vinnare (29):

### Europeiska framgångar
- UEFA Intertoto Cup:[B]
  - Vinnare (3):1977, 1980, 1994
  - Finalist (1): 1997

## Resultat i Europa[9]
| Säsong  | Cup       | Omg   | Motståndare                  | Land        | H    | B    | Notering                   |
| ------- | --------- | ----- | ---------------------------- | ----------- | ---- | ---- | -------------------------- |
| 1977/78 | EC        | 1     | SG Dynamo Dresden            | Östtyskland | 2–1  | 0–2  |                            |
| 1980/81 | EC        | 1     | Esbjerg fB                   | Danmark     | 0–0  | 2–3  |                            |
| 1995/96 | CVC       | 1     | PFC Lokomotiv Sofia          | Bulgarien   | 2–0  | 1–3  |                            |
|         | CVC       | 2     | Parma FC                     | Italien     | 3–0* | 0–4  | * spelades på Gamla Ullevi |
| 1996/97 | UEFA      | Kv2   | FK Vardar                    | Makedonien  | 0–0  | 1–0  |                            |
|         | UEFA      | 1     | Newcastle United FC          | England     | 2–1  | 0–4  |                            |
| 1997    | Intertoto | Gr    | FK Hajduk Kula               | Jugoslavien |      | 1–0  |                            |
|         | Intertoto | Gr    | Kongsvinger IL               | Norge       | 2–1  |      |                            |
|         | Intertoto | Gr    | K.F.C. Lommel S.K.           | Belgien     |      | 1–1  |                            |
|         | Intertoto | Gr    | TPS Åbo                      | Finland     | 6–1  |      |                            |
|         | Intertoto | Semi  | FC Lokomotiv Nizhny Novgorod | Ryssland    | 1–0  | 0–0  |                            |
|         | Intertoto | Final | SC Bastia                    | Frankrike   | 0–1  | 1–0* | *1–1 e förlängning         |
| 1998/99 | UCL       | Kv1   | PFC Litex Lovech             | Bulgarien   | 2–1  | 0–2  |                            |
| 1999    | Intertoto | 1     | NK Rudar Velenje             | Slovenien   | 2–2  | 0–0  |                            |
| 2000/01 | UEFA      | Kv    | Bangor City FC               | Wales       | 4–0  | 7–0  |                            |
|         | UEFA      | 1     | SL Benfica                   | Portugal    | 2–1  | 2–2  |                            |
|         | UEFA      | 2     | TSV 1860 München             | Tyskland    | 3–2  | 1–3  |                            |
| 2001/02 | UCL       | Kv2   | Bohemian FC                  | Irland      | 2–0  | 2–1  |                            |
|         | UCL       | Kv3   | RSC Anderlecht               | Belgien     | 2–3  | 1–1  |                            |
| 2001/02 | UEFA      | 1     | Gençlerbirliği SK            | Turkiet     | 1–0  | 1–1  |                            |
|         | UEFA      | 2     | Sporting CP                  | Portugal    | 0–1  | 1–6  |                            |
| 2005/06 | UEFA      | Kv2   | Linfield FC                  | Nordirland  | 1–1  | 4–2  |                            |
|         | UEFA      | 1     | Sporting CP                  | Portugal    | 1–2  | 2–1* | *3–2 e förlängning         |
|         | UEFA      | Gr    | Hertha Berlin                | Tyskland    | 0–1* |      | *Spelades på Ullevi        |
|         | UEFA      | Gr    | RC Lens                      | Frankrike   |      | 0–5  |                            |
|         | UEFA      | Gr    | UC Sampdoria                 | Italien     | 1–3* |      | *Spelades på Ullevi        |
|         | UEFA      | Gr    | FC Steaua Bukarest           | Rumänien    |      | 0–3  |                            |

## Arena och ekonomi
Föreningen var länge känd för att prestera bra resultat med små medel, men efter ständiga ekonomiska underskott i den av Svenska Fotbollförbundet kallade "driften" har det sedan mitten av 2000-talet gått allt knackigare för laget. För att finansiera underskotten är klubben ständigt tvingad att sälja av spelare till andra föreningar, framför allt till utlandet. Sedan det extra årsmötet 2011 då hela styrelsen byttes ut har dock ett idogt arbete utförts. Idag är den så kallade driften i stort sett i fas och man är idag inte lika beroende av stora spelarförsäljningar varje år för att överleva som förening.
I samband med deltagandet i UEFA-cupens gruppspel 2005 blev problemen med Örjans Vall allt mer tydliga. Arenan godkändes inte av UEFA och klubben tvingades spela sina hemmamatcher på Ullevi i Göteborg. Svenska Fotbollförbundet tog sedan 2008 ett beslut att under åren fram till 2014 successivt begränsa antalet ståplatser på de allsvenska arenorna. För Örjans Vall skulle detta betyda att publikkapaciteten begränsas till under 5000 åskådare från och med 2014.
För att försöka lösa arenafrågan startade klubben under hösten 2009 ett företag, Halmstads Fotbollsarena AB. Detta bolag ändrade namn till HBK Elitboll AB 1 januari 2016 efter att det extra årsmötet 2 december 2015 beslutat att lägga över elitverksamheten i bolagsform. HBK äger detta bolag till 100%.
Sedan tidigare är man medlem i den ekonomiska föreningen Kombihallen Halmstad, som driver en kombinerad fotbolls- och friidrottshall.
Halmstads kommun beslutade 17 december 2013 att en renovering av Örjans Vall till ett värde av 75 miljoner skall ske. Renoveringen var planlagd att vara klar till säsongen 2015. Under hösten 2014 framkom det att arbetet hamnat mellan stolarna och att man endast kommer hinna renovera den västra läktaren tills säsongsstarten 2015. Resterande delar av arenan färdigställdes under 2016 och var helt klar till starten av säsongen 2017. Slutnotan slutade på 86 miljoner.  
Från och med säsongen 2017 kommer Örjans Vall ha en total publikkapacitet på 10 873 åskådare varav 3 833 är sittplatser.

## Spelare och tränare

### Spelartruppen

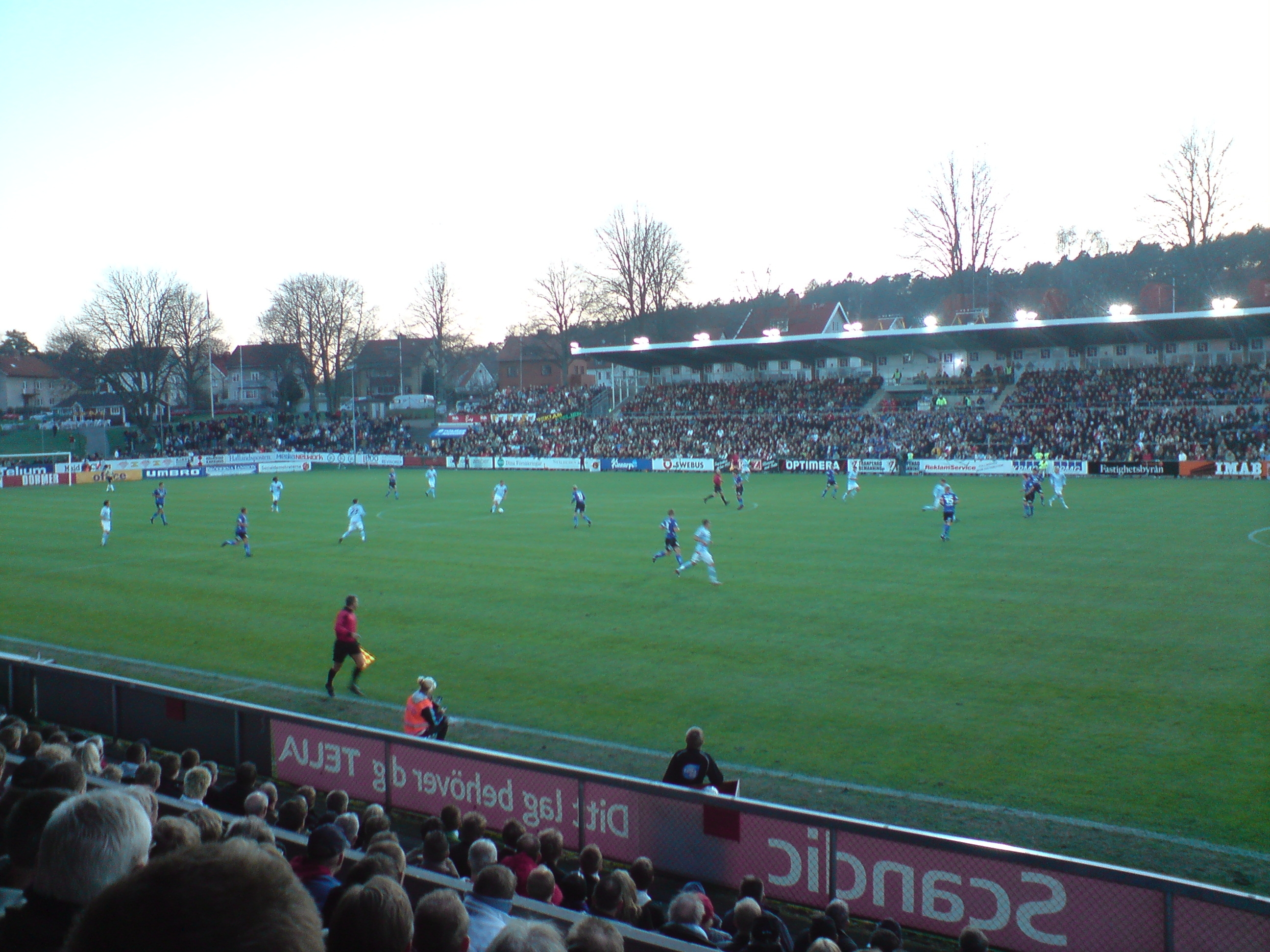
Halmstads BK spelar mot Malmö FF på Örjans Vall. 21 april 2008

| Nummer      | Land            | Spelare                        | Födelsedatum      | Kom från        | Moderklubb        |           |
| Målvakter   | Målvakter       | Målvakter                      | Målvakter         | Målvakter       | Målvakter         | Målvakter |
| ----------- | --------------- | ------------------------------ | ----------------- | --------------- | ----------------- | --------- |
| 1           | Sverige         | Tim Rönning                    | 15 februari 1999  | IF Elfsborg     | Kilafors IF       |           |
| 12          | Sverige         | Tim Erlandsson                 | 25 december 1996  | Falkenbergs FF  | Halmstads BK      |           |
| Försvarare  |                 |                                |                   |                 |                   |           |
| 2           | Sverige         | Bleon Kurtulus                 | 24 juni 2007      | Halmstads BK U  | Halmstads BK      |           |
| 3           | Sverige         | Gabriel Wallentin              | 3 april 2001      | Halmstads BK U  | Trönninge IF      |           |
| 4           | Sverige         | Filip Schyberg                 | 10 mars 1999      | Skövde AIK      | Tidaholms GoIF    |           |
| 5           | Danmark         | Pascal Gregor                  | 18 februari 1994  | Lyngby          | Vanløse           |           |
| 15          | Sverige         | Gustav Friberg                 | 10 september 2002 | Skövde AIK      | Ulvåkers IF       |           |
| 17          | Sverige         | André Boman                    | 15 november 2001  | IF Elfsborg     | Lilla Träslövs FF |           |
| 21          | Sverige         | Marcus Olsson                  | 17 maj 1988       | Helsingborgs IF | Högaborgs BK      |           |
| Mittfältare |                 |                                |                   |                 |                   |           |
| 6           | Sverige         | Joel Allansson                 | 3 november 1992   | Randers         | Nybro IF          |           |
| 7           | Island          | Birnir Snær Ingason            | 4 december 1996   | Víkingur        | Fjölnir           |           |
| 8           | Finland         | Niilo Mäenpää                  | 12 januari 1998   | Warta Poznań    | FC Hämeenlinna    |           |
| 10          | Sverige         | Albin Ahlstrand                | 10 mars 2004      | Halmstads BK U  | IF Leikin         |           |
| 11          | Sverige         | Villiam Granath                | 14 september 1998 | Skövde AIK      | IF Tymer          |           |
| 13          | Island          | Gísli Eyjólfsson               | 31 maj 1994       | Breidablik      | Breidablik        |           |
| 20          | Polen           | Paweł Chrupałła                | 16 mars 2003      | Rosenborg       | Trosvik           |           |
| 25          | Sverige         | Aleksander Damnjanovic Nilsson | 5 september 2002  | Sandefjord      | Malmö FF          |           |
| 26          | Sverige         | Måns Andersson                 | 11 augusti 2005   | Halmstads BK U  | Laholms FK        |           |
| 31          | Ghana           | Iddrisu Moro                   | 0 december 2007   | Nima Kings      | Nima Kings        |           |
| Anfallare   |                 |                                |                   |                 |                   |           |
| 9           | Elfenbenskusten | Yannick Agnero                 | 20 februari 2003  | Nordsjælland    | Right To Dream    |           |
| 14          | Jamaica         | Blair Turgott                  | 22 april 1994     | BK Häcken       | West Ham United   |           |
| 18          | Ghana           | Naeem Mohammed                 | 11 november 1996  | Sandvikens IF   | TUFA              |           |
| 19          | Elfenbenskusten | Marvin Illary                  | 0 december 2007   | CoBa            | CoBa              |           |
| 29          | Sverige         | Ludvig Arvidsson               | 17 maj 2008       | Halmstads BK U  | Förslövs IF       |           |

### Utlånade spelare
| Nr | Land    | Pos | Namn                                                         |
| -- | ------- | --- | ------------------------------------------------------------ |
| 19 | Sverige | A   | Rasmus Wiedesheim-Paul (i IK Oddevold till 31 december 2025) |
| 22 | Sverige | A   | Alex Hall (i Ängelholms FF till 31 december 2025)            |
| 23 | Sverige | A   | Jesper Westermark (i Varbergs BoIS till 31 december 2025)    |

| Nr | Land      | Pos | Namn                                                      |
| -- | --------- | --- | --------------------------------------------------------- |
| 27 | Brasilien | F   | Vinicius Nogueira (i Vålerenga till 31 december 2025)     |
| 35 | Sverige   | MV  | Zackarias Nilsson (i Varbergs BoIS till 31 december 2025) |

### Tränartruppen 2025
| Tränarroll           | Namn                 |
| -------------------- | -------------------- |
| Huvudtränare         | Johan Lindholm       |
| Assisterande tränare | Hristijan Cvetkovski |
| Assisterande tränare | Adam Larsson         |
| Assisterande tränare | Andreas Johansson    |
| Målvaktstränare      | Dennis Nilsson       |
| Sjukgymnast          | Simon Bakkioui       |
| Materialansvarig     | Sven Karlsson        |